# Hệ đo lường Đế quốc Anh

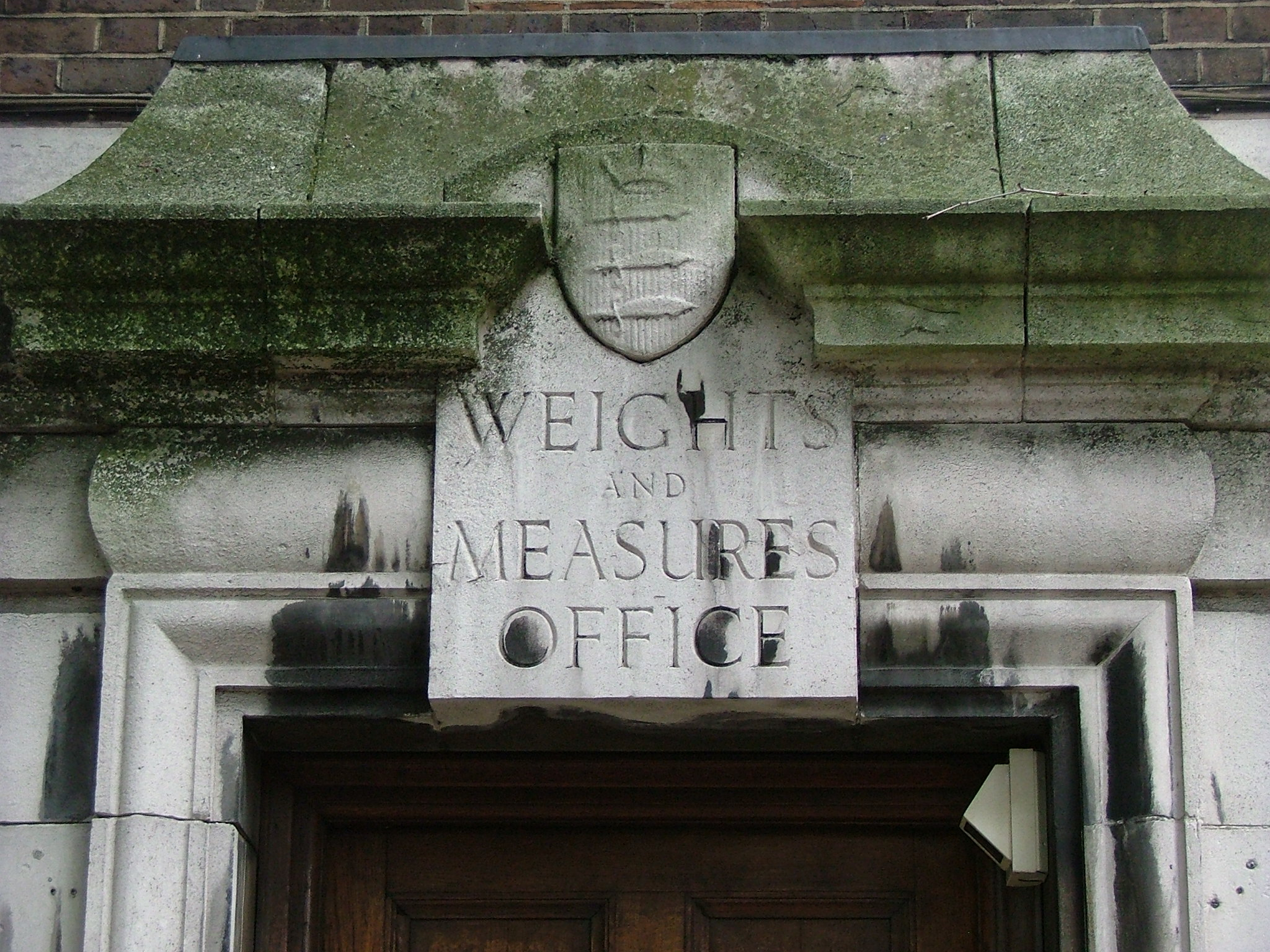
The former Weights and Measures office in Seven Sisters, London (590 Seven Sisters Road)

Hệ đo lường Đế quốc Anh (tiếng Anh: British Imperial system), còn được gọi là Hệ đo lường Đế quốc (tiếng Anh: Imperial system), Hệ đơn vị Đế quốc (tiếng Anh: Imperial units), hay Tiêu chuẩn Exchequer của 1826, là hệ thống đo lường ban đầu được định nghĩa bởi Đạo luật Cân và Đo lường 1824 và tiếp tục được phát triển qua một số các Đạo luật Cân và Đo lường tiếp theo và các lần tu chỉnh.
Hệ đo lường được phát triển từ những đơn vị Anh quốc trước đó, giống như hệ đo lường thông dụng của Hoa Kì. Hệ đo lường mới này đã thay thế Tiêu chuẩn Winchester, có hiệu lực từ năm 1588 đến năm 1825. Hệ đo lường này chính thức được sử dụng khắp Đế quốc Anh vào năm 1826.
Vào cuối thế kỉ 20, những nước từng thuộc đế quốc đã chính thức thông qua việc sử dụng hệ đo lường metric làm hệ đo lường chính, nhưng hệ đơn vị Đế quốc vẫn tiếp tục được sử dụng song song với các đơn vị metric ở Vương quốc Anh và một số vùng thuộc địa Đế quốc trước đây, đặc biệt là Canada.
Văn bản luật hiện đại nhất định nghĩa hệ đo lường Đế quốc là Đạo luật Cân và Đo lường 1985 (như đã tu chỉnh).

## Đơn vị

### Độ dài
Các quy đổi sang hệ metric trong bài viết này sử dụng các định nghĩa chính thức mới nhất. Trước đó, đo lường chính xác nhất của Yard tiêu chuẩn Đế quốc là 0914398415 m.
| Đơn vị                                       | Kí hiệu/viết tắt | So với đơn vị trước | Feet    | Meter      | Ghi chú |
| -------------------------------------------- | ---------------- | ------------------- | ------- | ---------- | --- |
| twip                                         |                  |                     | 1⁄17280 | 0000017638 | Đơn vị đo khổ |
| thou                                         | th               | 1.44 twip           | 1⁄12000 | 00000254   | Viết tắt của "một phần nghìn inch" trong tiếng Anh. Còn được gọi là mil. |
| barleycorn                                   |                  | 333+1⁄3 th          | 1⁄36    | 000846     | 1⁄3 in |
| inch                                         | in (″)           | 3 Bc                | 1⁄12    | 00254      | 1 meter ≡ 39 47⁄127 inches |
| hand                                         | hh               | 4 in                | 1⁄3     | 01016      | Dùng để đo chiều cao của ngựa |
| foot                                         | ft (′)           | 3 h                 | 1       | 03048      | 12 in |
| yard                                         | yd               | 3 ft                | 3       | 09144      | Định nghĩa bằng chính xác 09144 m bởi thỏa thuận yard và pound quốc tế của 1959 |
| chain                                        | ch               | 22 yd               | 66      | 201168     | 100 links, 4 rods, hoặc 1⁄10 của một furlong. Độ dài giữa 2 cọc trên sân cricket. |
| furlong                                      | fur              | 10 chain            | 660     | 201168     | 220 yd |
| Dặm (mile)                                   | mi               | 8 furlong           | 5280    | 1609344    | 1760 yd hoặc 80 chain |
| league                                       | lea              | 3 mi                | 15840   | 4828032    | |
| Maritime units                               |                  |                     |         |            | |
| fathom                                       | ftm              | 202667 yd           | 60761   | 1852       | The British Admiralty in practice used a fathom of 6 ft. This was despite its being 1⁄1000 of a nautical mile (i.e. 608 ft) until the adoption of the international nautical mile.                                  |
| cable                                        |                  | 100 sải             | 60761   | 1852       | Một phần mười của hải lí. Bằng 100 sải theo định nghĩa chặt chẽ. |
| hải lý (nautical mile)                       | nmi              | 10 cables           | 60761   | 1852       | Dùng để đo khoảng cách trên biển và hàng không, và bằng một phút cung của một đường tròn lớn. Trước khi sử dụng định nghĩa quốc tế (1852 m) vào năm 1970, hải lí Anh (Admiralty mile) được định nghĩa bằng 6080 ft. |
| Gunter's survey units (17th century onwards) |                  |                     |         |            | |
| link                                         |                  | 792 in              | 66⁄100  | 0201168    | 1⁄100 của một chain and 1⁄1000 của một furlong |
| rod                                          |                  | 25 links            | 66⁄4    | 50292      | Rod còn được gọi là pole hoặc perch và bằng 5+1⁄2 yards |

### Diện tích
| Đơn vị | Kí hiệu/viết tắt | So với đơn vị trước | Liên hệ với đơn vị độ dài | Foot vuông | Yard vuông | Acre  | Meter vuông   | Hectare       |
| --- | ---------------- | ------------------- | ------------------------- | ---------- | ---------- | ----- | ------------- | ------------- |
| perch* |                  |                     | 1 rd × 1 rd               | 272+1⁄4    | 30+1⁄4     | 1⁄160 | 2529285264    | 0002529285264 |
| rood |                  | 40 perch            | 1 furlong × 1 rd          | 10890      | 1210       | 1⁄4   | 10117141056   | 010117141056  |
| acre |                  | 4 rood              | 1 furlong × 1 chain       | 43560      | 4840       | 1     | 40468564224   | 040468564224  |
| square mile                                                                                                | sq mi            | 640 mẫu Anh         | 1 mi × 1 mi               | 27878400   | 3097600    | 640   | 2589988110336 | 2589988110336 |
| Ghi chú: *Rod vuông từng được gọi là pole, perch hoặc, đúng hơn, pole vuông hoặc perch vuông trong thế kỉ. |                  |                     |                           |            |            |       |               |               |